# Météorite de Žďár nad Sázavou
«  Žďár nad Sázavou (météorite) » redirige ici. Pour la ville tchèque, voir Žďár nad Sázavou.
La météorite de Žďár nad Sázavou, ou simplement Žďár nad Sázavou, est une météorite tombée en République tchèque le 9 décembre 2014, près de la ville de Žďár nad Sázavou (région de Vysočina). C'est une chondrite ordinaire de type L3.9.
En raison de la très haute qualité des enregistrements photographiques et radiométriques, pris par la partie tchèque du European Fireball Network, Žďár nad Sázavou est une des chutes de météorite les mieux documentées de l'histoire.

## Orbite pré-terrestre
Avant sa collision avec la Terre, le météoroïde orbitait autour du Soleil sur une orbite modérément excentrique avec un périhélie 0,671 5 ± 0,000 2 ua près de l'orbite de Vénus, un aphélie 3,514 ± 0,012 ua dans la ceinture principale extérieure et une faible inclinaison 2,796 ± 0,009 degrés .

## Chute
D'une masse initiale estimée à 150 kg, le météoroïde est entré dans l'atmosphère à une vitesse de 21,89 km/s avec une incidence de 25,66 degrés par rapport à l'horizontale et a été visible à partir d'une altitude de 98,06 km. Il est tombé 9,16 s plus tard, après un parcours de 170,5 km.
Pendant l'entrée atmosphérique, le météoroïde s'est fortement fragmenté. Jusqu'à présent, seules trois petites météorites totalisant 87 g ont été retrouvées, presque exactement aux emplacements prévus pour une masse donnée.

## Caractéristiques
Žďár nad Sázavou est une chondrite ordinaire non équilibrée (L3, S2, W0). Des chondres bien délimités, de diamètre 0,4 à 7 mm, sont inclus dans une matrice à grains fins. La gamme de composition de l'olivine (Fa20-27) et sa moyenne (Fa23,8) sont celles d'une chondrite à faible teneur en fer non équilibrée (type L3). La matrice comporte aussi du pyroxène, du feldspath, du verre et des minéraux opaques.
L'extinction ondulatoire (en) de l'olivine et de l'orthopyroxène, de même que la présence de fractures irrégulières, témoignent d'un choc pré-terrestre modéré.